# Martin Adams
Martin Adams (Sutton, 1956. június 4. –) angol dartsjátékos. 1988-tól 2020-ig a British Darts Organisation tagja. 2007-ben, 2010-ben és 2011-ben megnyerte a BDO világbajnokságát. Beceneve "Wolfie".

## Pályafutása

### BDO
Adams 1981-től kezdett el dartsozni, de csak 1988-ban lett a BDO tagja, amelynél 1992-ben vált profi versenyzővé. Első világbajnokságán 1994-ben vett részt, melyen a negyeddöntőig jutott, ahol vereséget szenvedett a svéd Magnus Caristól. 1995-ben már elődöntőzött, ahol Raymond van Barneveldtől kapott ki 5–4-re. A következő vb-n is eljutott a negyeddöntőig, ahol ezúttal Steve Beatonnal szemben maradt alul 4–1-re. 1996-ban megszerezte első kiemelt torna győzelmét, amelyet a mai Finder Masters-nek (korábban Zuiderduin Masters) nevezett tornán szerzett, amelynek döntőjében Mervyn Kinget győzte le 4–2-re. 1997-től 2001-ig csak egyszer jutott be a negyeddöntőbe a vb-n, 1999-ben Chris Mason ellen kapott ki. Ez idő alatt újra megnyerte a Zuiderduin Masterst 2000-ben, ezúttal Steve Beaton ellen sikerült győznie. 2002-ben újra sikerült megismételni addigi legjobb eredményét a világbajnokságon, de az elődöntőt ezúttal sem tudta megnyerni. A következő két évben (2003, 2004) már a második, illetve első körben kiesett a vb-n, de 2004-ben döntőzött a World Darts Trophy kiemelt tornán, melynek fináléjában Raymond van Barneveld ellen maradt alul 6–4-re. 
Adams a  2005-ös világbajnokságon először játszhatott döntőt, melyen végül van Barneveld-től kapott ki 6–2-re, aki így már négyszeres BDO világbajnoknak mondhatta magát. Ebben és a következő évben Adams több döntőt is játszott kiemelt tornákon, de sem a Zuiderduin Mastersen (2005), sem a World Darts Trophy és a Winmau World Mastersen sem sikerült győznie. A 2006-os vb-n az elődöntőig jutott, 2007-ben viszont sikerült megszereznie első világbajnoki címét a BDO-nál, melynek döntőjében honfitársát Phill Nixont győzte le 7–6-ra.
A 2008-as és 2009-es világbajnokságokon is elődöntőig jutott, valamint ebben az időszakban mindkét évben megnyerte a Winmau World Masterst, és emellett 2009-ben a Zuiderduin Mastersen is döntőig jutott. 
2010-ben Adamsnek sikerült megszereznie második világbajnoki címét a BDO-nál, ezúttal a döntőben Dave Chisnallt győzte le 7–5-re. Az év további részében sorozatban harmadszor is tudott a Winmau World Mastersen. A 2011-es vb-n címvédőként újra a döntőig jutott, ahol ezúttal Dean Winstanleyt győzte le 7–5-re és szerezte meg harmadik BDO világbajnoki címét.
A következő három vb-n (2012, 2013, 2014) kétszer a negyeddöntőig jutott, egyszer pedig már az első körben kiesett (2013). A 2015-ös világbajnokságon már ötödször került be a torna fináléjába, de ezúttal nem tudott győzni, 7–6-ra alulmaradt Scott Mitchellel szemben. A 2015-ös Zuiderduin Mastersen is döntőzött, ezúttal Glen Durranttól szenvedett 5–2-es vereséget.
2016-ban és 2018-ban az első körben ért számára véget a vb, 2017-ben pedig a negyeddöntőben Jamie Hughes ellen elszenvedett 5–4-es vereséggel fejezte be a tornát.
A 2019-es világbajnokságra Adams nem tudta magát kvalifikálni, így huszonöt év folyamatos részvétel után először nem tudott elindulni a világbajnokságon.

## Döntői

### BDO nagytornák: 17 döntős szereplés
| Történet                   |
| BDO Világbajnokság (3–2)   |
| Winmau World Masters (3–1) |
| British Matchplay (1–0)    |
| World Darts Trophy (0–2)   |
| Zuiderduin Masters (2–3)   |

| Eredmény | Sorszám | Év   | Bajnokság            | Ellenfél a döntőben   | Pontok   |
| Győztes  | 1.      | 1996 | British Matchplay    | Steve Beaton          | 3–2 (sz) |
| Győztes  | 2.      | 1996 | Zuiderduin Masters   | Mervyn King           | 4–2 (sz) |
| Győztes  | 3.      | 2000 | Zuiderduin Masters   | Steve Beaton          | 5–4 (sz) |
| Döntős   | 1.      | 2004 | World Darts Trophy   | Raymond van Barneveld | 4–6 (sz) |
| Döntős   | 2.      | 2005 | BDO Világbajnokság   | Raymond van Barneveld | 2–6 (sz) |
| Döntős   | 3.      | 2005 | Zuiderduin Masters   | Mervyn King           | 4–5 (sz) |
| Döntős   | 4.      | 2006 | World Darts Trophy   | Phil Taylor           | 2–7 (sz) |
| Döntős   | 5.      | 2006 | Winmau World Masters | Michael van Gerwen    | 5–7 (sz) |
| Győztes  | 4.      | 2007 | BDO Világbajnokság   | Phill Nixon           | 7–6 (sz) |
| Győztes  | 5.      | 2008 | Winmau World Masters | Scott Waites          | 7–6 (sz) |
| Győztes  | 6.      | 2009 | Winmau World Masters | Robbie Green          | 7–6 (sz) |
| Döntős   | 6.      | 2009 | Zuiderduin Masters   | Darryl Fitton         | 2–5 (sz) |
| Győztes  | 7.      | 2010 | BDO Világbajnokság   | Dave Chisnall         | 7–5 (sz) |
| Győztes  | 8.      | 2010 | Winmau World Masters | Stuart Kellett        | 7–3 (sz) |
| Győztes  | 9.      | 2011 | BDO Világbajnokság   | Dean Winstanley       | 7–5 (sz) |
| Döntős   | 7.      | 2015 | BDO Világbajnokság   | Scott Mitchell        | 6–7 (sz) |
| Döntős   | 8.      | 2015 | Zuiderduin Masters   | Glen Durrant          | 2–5 (sz) |

### Szenior nagytornák: 1 döntős szereplés
| Eredmény | Sorszám | Év   | Bajnokság                        | Ellenfél a döntőben | Pontok   |
| Döntős   | 1.      | 2022 | World Seniors Darts Championship | Robert Thornton     | 1–5 (sz) |

1. 1 2  (l) = pontszám legekben, (sz) = pontszám szettekben.

## További tornagyőzelmei
| - Antwerp Open: 2001, 2013 - BDO International Open: 2010, 2014 - Belgium Open: 1997, 1998, 2013 - British Matchplay: 1996 - British Open: 1994, 2004 - British Pentathlon: 1994, 1996, 1999, 2000, 2001, 2004, 2008, 2009, 2011 - Denmark Open: 2000 - Dutch Open: 2010, 2011, 2015, 2016 - Finnish Open: 1996, 2002 - French Open: 2002 - German Gold Cup: 2000, 2001, 2002 - German Open: 2001, 2007 - Granite City Open: 2005, 2007 - Haaglanden World Top 16 Event: 1999, 2000 - Hal Open: 2002, 2004, 2005 - IDBT Open: 2014 - IDPA Lakeside Classic: 2009 | - Italian Open: 2018 - Okells Jubilee Trophy: 2010 - Scania Open: 1999 - Scottish Open: 2005 - Sunparks Masters: 2000, 2009 - Swiss Open: 1996, 1999 - Welsh Open: 2014 - WDF Europe Cup Singles: 1996 - WDF Europe Cup Pairs: 1996, 2002, 2008, 2010 - WDF Europe Cup Team: 1994, 1996, 1998, 2000, 2004 - WDF World Cup Singles: 1995, 2001 - WDF World Cup Pairs: 1995, 2003, 2011 - WDF World Cup Team: 1995, 1999, 2001, 2007, 2011 - WDF World Rankings: 2010 - MODUS Online Darts League 7: 2021 - Phase two MODUS Online darts League 1: 2021 - Phase four MODUS Online darts League 3: 2021 |

## Világbajnoki szereplései

### BDO/WDF
- 1994: Negyeddöntő (vereség  Magnus Caris ellen 2–4)
- 1995: Elődöntő (vereség  Raymond van Barneveld ellen 4–5)
- 1996: Negyeddöntő (vereség  Steve Beaton ellen 1–4)
- 1997: Első kör (vereség  Roger Carter ellen 1–4)
- 1998: Első kör (vereség  Robbie Widdows ellen 2–3)
- 1999: Negyeddöntő (vereség  Chris Mason ellen 4–5)
- 2000: Első kör (vereség  Steve Coote ellen 2–3)
- 2001: Második kör (vereség  Ronnie Baxter ellen 1–3)
- 2002: Elődöntő (vereség  Tony David ellen 4–5)
- 2003: Második kör (vereség  Bob Taylor ellen 1–3)
- 2004: Első kör (vereség  Ritchie Davies ellen 2–3)
- 2005: Döntő (vereség  Raymond van Barneveld ellen 2–6)
- 2006: Elődöntő (vereség  Raymond van Barneveld ellen 2–6)
- 2007: Győztes ( Phill Nixon ellen 7–6)
- 2008: Elődöntő (vereség  Mark Webster ellen 4–6)
- 2009: Elődöntő (vereség  Ted Hankey ellen 4–6)
- 2010: Győztes ( Dave Chisnall ellen 7–5)
- 2011: Győztes ( Dean Winstanley ellen 7–5)
- 2012: Negyeddöntő (vereség  Tony O'Shea ellen 2–5)
- 2013: Első kör (vereség  Jimmy Hendriks ellen 2–3)
- 2014: Negyeddöntő (vereség  Jan Dekker ellen 2–5)
- 2015: Döntő (vereség  Scott Mitchell ellen 6–7)
- 2016: Első kör (vereség  Jeff Smith ellen 0–3)
- 2017: Negyeddöntő (vereség  Jamie Hughes ellen 4–5)
- 2018: Első kör (vereség  Mark McGeeney ellen 2–3)
- 2020: Első kör (vereség  Scott Waites ellen 2–3)
- 2022: Első kör (vereség  Jarred Cole ellen 0–2)

### WSDT
- 2022: Döntő (vereség  Robert Thornton ellen 1–5)
- 2023: Második kör (vereség  Leonard Gates ellen 0–3)